# Palazzo Fizzarotti

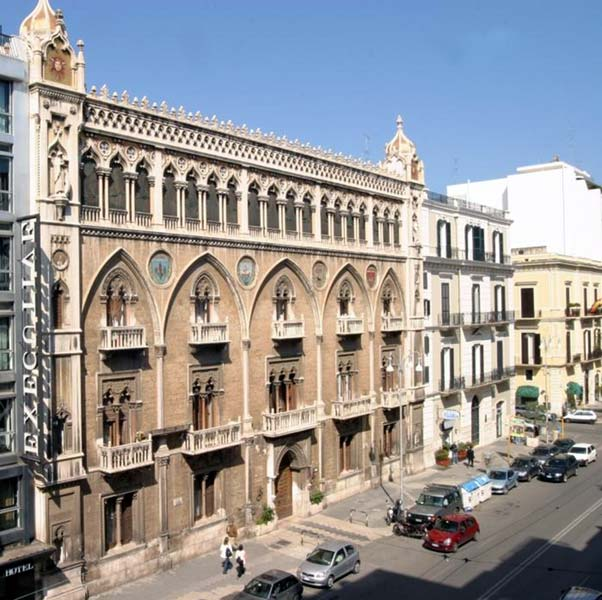
Palazzo Fizzarotti in Bari, Italië

Het Palazzo Fizzarotti (19e eeuw) was het stadspaleis van Emanuele Fizzarotti, een Italiaans ondernemer. Het bevindt zich in Bari, in de regio Apulië. In Bari staat het Palazzo Fizzarotti in de wijk Murattiano aan de Corso Vittorio Emanuele.
De stijl is eclectisch, mede door de twee bouwfasen door twee bouwheren: de jaren 1850 en de jaren 1880. De tweede bouwheer was Emanuele Fizzarotti, vandaar de naam van het paleis.

## Historiek
De plek was in de Middeleeuwen een terrein met kanalen en handelshuizen. Van 1850 tot 1858 begon Nicola Lagattola aan de bouw van een stadspaleis. Na zijn dood zette de nieuwe eigenaar, Nicola Loiacona, de bouw verder. Hij realiseerde het gelijkvloers en de eerste verdieping. De stijl waarvoor Loiacona koos was barocchetto.
In 1879 kocht Emanuele Fizzarotti het pand. Fizzarotti breidde het huis uit met een tweede en een derde verdieping. In de jaren 1880 kreeg het paleis zijn huidig uitzicht. De nieuwe verdiepingen nemen elementen over van  Venetiaanse gotiek, zoals bijvoorbeeld de wandelgalerij. De architect was Ettore Bernich; hij kreeg de taak om de Venetiaanse gotiek te laten overlopen in de barocchettostijl van de benedenverdiepingen. In het interieur verschenen een tiental muurschilderingen. De grootste tonen de feestelijke aankomst van Pietro II Orseolo, doge van Venetië, als bevrijder van Bari in het jaar 1003. In een andere zaal is de huwelijksstoet te zien van keizer Frederik II met Yolande van Brienne, ook genoemd Yolanda van Jeruzalem. Frederik II verwelkomde in Bari zijn bruid die uit Jeruzalem afgereisd was (1225).
Na de dood van Fizzarotti in 1926 werd het Palazzo een bank: de Banca del Fuscino had er zijn zetel.
Tijdens de Italiaanse Veldtocht door de Geallieerden in de Tweede Wereldoorlog verbleven officieren in het Palazzo Fizzarotti. 
Na de oorlog werd het pand een kantoorgebouw.